# كوري ثورمان
كوري ثورمان (بالإنجليزية: Corey Thurman)‏ هو لاعب كرة قاعدة أمريكي، ولد في 5 نوفمبر 1978 في أوغستا في الولايات المتحدة.

## وصلات خارجية
- كوري ثورمان على موقعبيزبول رفرنس.كوم (الدوري الرئيسي) (الإنجليزية)
- كوري ثورمان على موقعبيزبول رفرنس.كوم (الدوري الثانوي) (الإنجليزية)